# Nina Niss-Goldman

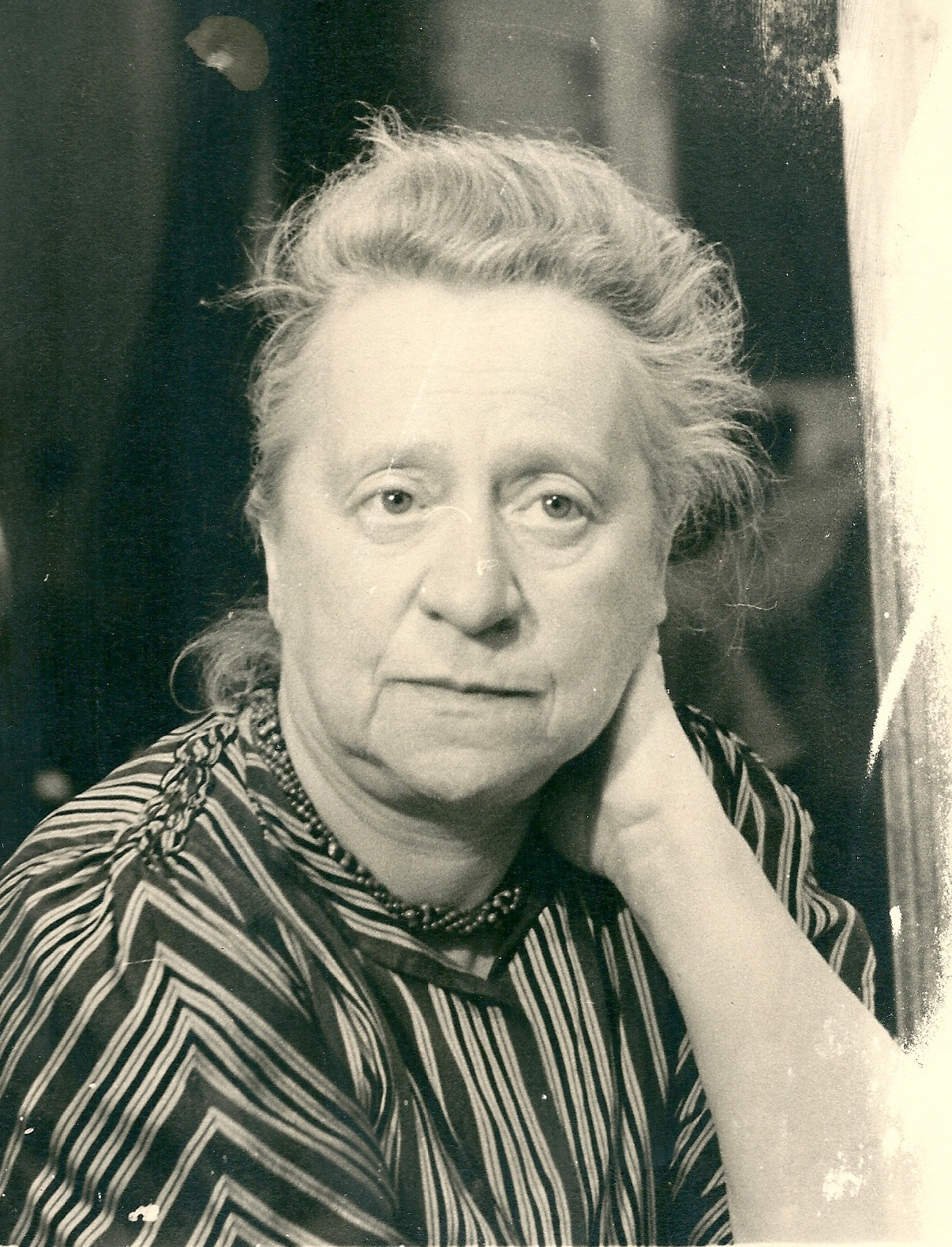
Nina Niss-Goldman

Nina Iljinitschna Niss-Goldman (russisch Нина Ильинична Нисс-Гольдман, wiss. Transliteration Nina Il'inična Niss-Goldman; * 19. Septemberjul. / 1. Oktober 1892greg. in Rostow am Don; † 30. Januar 1990 in Moskau) war eine russische Bildhauerin und Malerin.

## Leben
Nina Niss-Goldman entstammte der Familie des Mediziners Ilja Ryndsjun, eines namhaften Spezialisten für Wasser- und Lichtheilkunde, der in Rostow am Don ein Sanatorium betrieb. Sie war die jüngste von drei Töchtern. Ihr jüngerer Bruder Wladimir war der spätere Exilschriftsteller und Filmproduzent A. Wetlugin bzw. Voldemar Vetluguin. Als Sechzehnjährige ging Niss-Goldman 1909 nach Paris zum Studium der Bildhauerei, wahrscheinlich an die von Marie Vassiljeff gegründete sogenannte Académie Russe. Es ist denkbar, dass sie auch die Académie de la Grande Chaumière besuchte, wo Antoine Bourdelle unterrichtete, den sie später als ihren Lehrer bezeichnete.

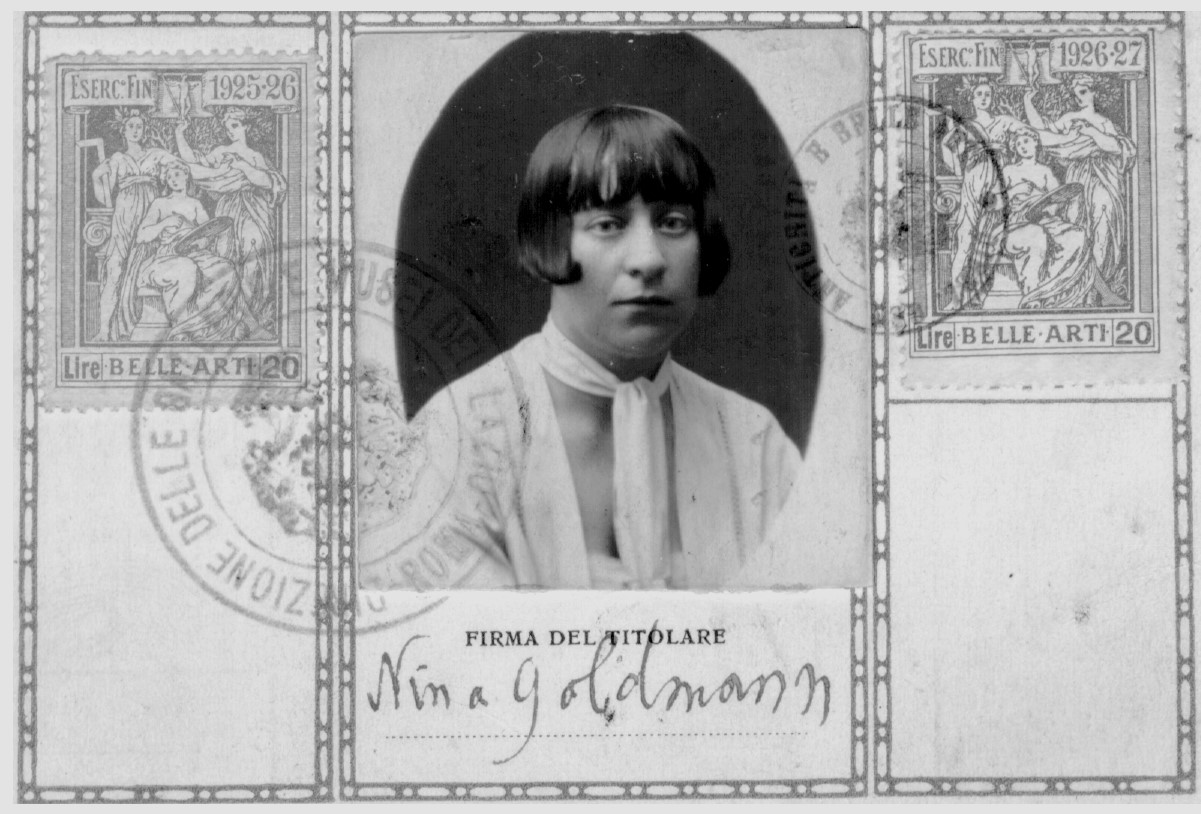
Nina Goldman(n), Ausweis der Accademia di Belle Arti di Roma, 1926

Nach 1920 lehrte Niss-Goldman als Professorin am Moskauer Kunstinstitut Wchutemas (ab 1927 bis zu seiner Schließung „Wchutein“). 1924 war sie eine der Mitbegründerinnen der Künstlervereinigung Vier Künste (russisch четыре искусства,Tschetyre Iskusstwa), der auch die drei Jahre ältere Vera Muchina angehörte, ebenso Anna Ostroumowa-Lebedjewa, Martiros Sarjan, Kusma Petrow-Wodkin, Wladimir Faworski, Alexei Schtschussew und der ihr besonders nahestehende Lew Bruni.
Im Jahr 1926 reiste Niss-Goldman nach Italien, wo sie zwei Jahre an der Akademie der Schönen Künste in Rom verbrachte.
Während des Großen Terrors der 1930er Jahre wurde ihr Mann, der Mathematiker Alexander Goldman, von der Geheimpolizei abgeholt und kehrte nicht zurück. Niss-Goldman heiratete nicht wieder. Ihre Tochter, die Architekturhistorikerin Niss Alexandrowna Pekarjewa, geb. 1913, starb im Jahr 1984. Niss-Goldman war in ihren letzten Lebensjahren das älteste Mitglied des sowjetischen Künstlerverbands. Von den üblichen staatlichen Ehrenbezeichnungen erhielt sie keine.
Nina Niss-Goldman starb am 30. Januar 1990 im Alter von 97 Jahren in Moskau und wurde auf dem Preobraschenskoje-Friedhof beigesetzt.

## Werk
Von Niss-Goldmans Frühwerk ist nichts erhalten. Die älteste Arbeit im Besitz eines Museums ist offenbar ihr Porträt des Dichters Waleri Brjussow aus dem Jahre 1924. Büsten machen den größten Teil ihres Œuvres aus, wobei sie sich wie alle sowjetischen Künstler zu Beginn der 1930er Jahre unter offiziellem Druck von der Avantgarde abwandte und naturalistische Porträts schuf. Der Großteil dieser Arbeiten entstand in staatlichem Auftrag, und so sind Lenin- und Stalinbüsten darunter und ein Porträt des Chefs der Geheimpolizei, Menschinski, das noch in der sowjetischen Fachliteratur der 1970er Jahre als beispielhaft hervorgehoben wurde.
Daneben umfasst ihr Werk zahlreiche Porträtbüsten von Schriftstellern und Künstlern ihrer Epoche, darunter eine von Andrei Platonow, sowie Kleinplastiken. Zu Beginn der 1960er Jahre schuf Niss-Goldman eine Büste Alexander Solschenizyns. Nachdem dieser erneut in Ungnade gefallen war und als Staatsfeind angesehen wurde, erhielt sie keine weiteren Aufträge mehr. 
Neben der Bildhauerei widmete sich die Künstlerin auch leidenschaftlich der Malerei. Die Kritiker schätzen ihre Stillleben in Öl auf Leinwand, von denen sich viele in Privatsammlungen in Russland, Italien und Deutschland befinden. Im Jahr 2020 nahm die Tretjakow-Galerie ein Selbstporträt von Nina Niss-Goldman (Leinwand, Öl, 70 × 64 cm) als Geschenk der Sovart-Galerie an.

## Roman und Verfilmung
Niss-Goldman hatte ihr Atelier im sogenannten „Künstlerstädtchen“, einem konstruktivistischen Gebäudekomplex der 1930er Jahre an der Straße Obere Maslowka, in unmittelbarer Nähe des Stadions Dynamo in Moskau. Dort lebte sie auch die meiste Zeit bis zu ihrem Tode. Der Roman Na Werchnjej Maslowke (An der Oberen Maslowka) von Dina Rubina handelt unter Verwendung fiktiver Namen von ihren letzten Lebensmonaten, ihren nach Frankreich zurückreichenden Erinnerungen und dem Verhältnis zu ihrem Mitbewohner, einem jungen Theaterwissenschaftler. In einem Interview erklärte die Autorin:

„Nina Ilinichna Niss-Goldman, der Prototyp meiner alten Frau, ist eine herausragende Persönlichkeit... Natürlich geht es in der Geschichte nicht buchstäblich um sie und die Geschichte um sie herum, aber alles ist inspiriert von ihrer Persönlichkeit, ihrem Humor, der Kraft ihres Charakters, der Stärke ihres Talents für das Leben...“

2004 wurde der Roman verfilmt, mit Alissa Freindlich in der Rolle der Protagonistin Anna Borisovna, jener alten Frau, für die Niss-Goldman als Prototyp gedient hatte.

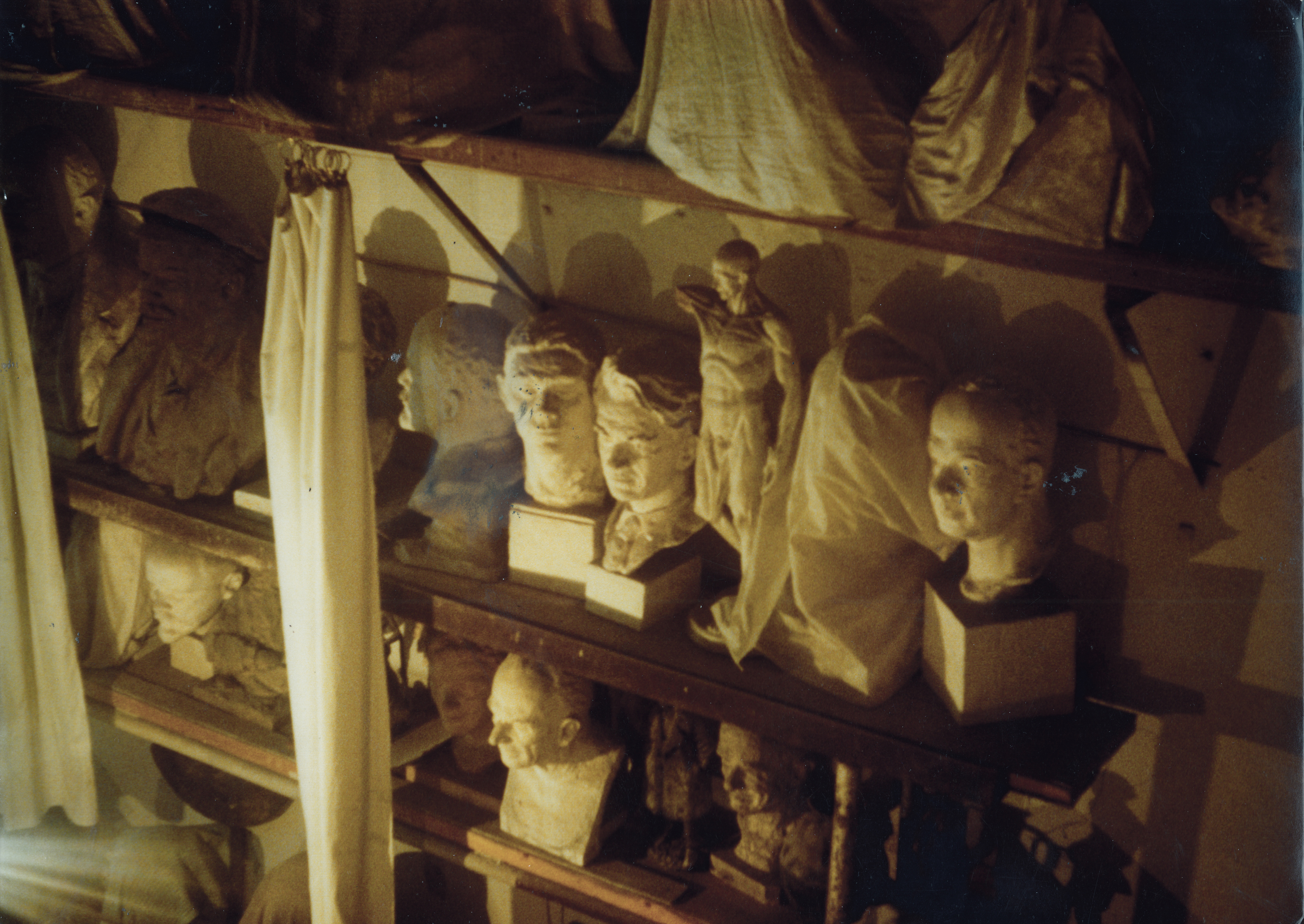
Im Moskauer Atelier der Künstlerin, um 1980
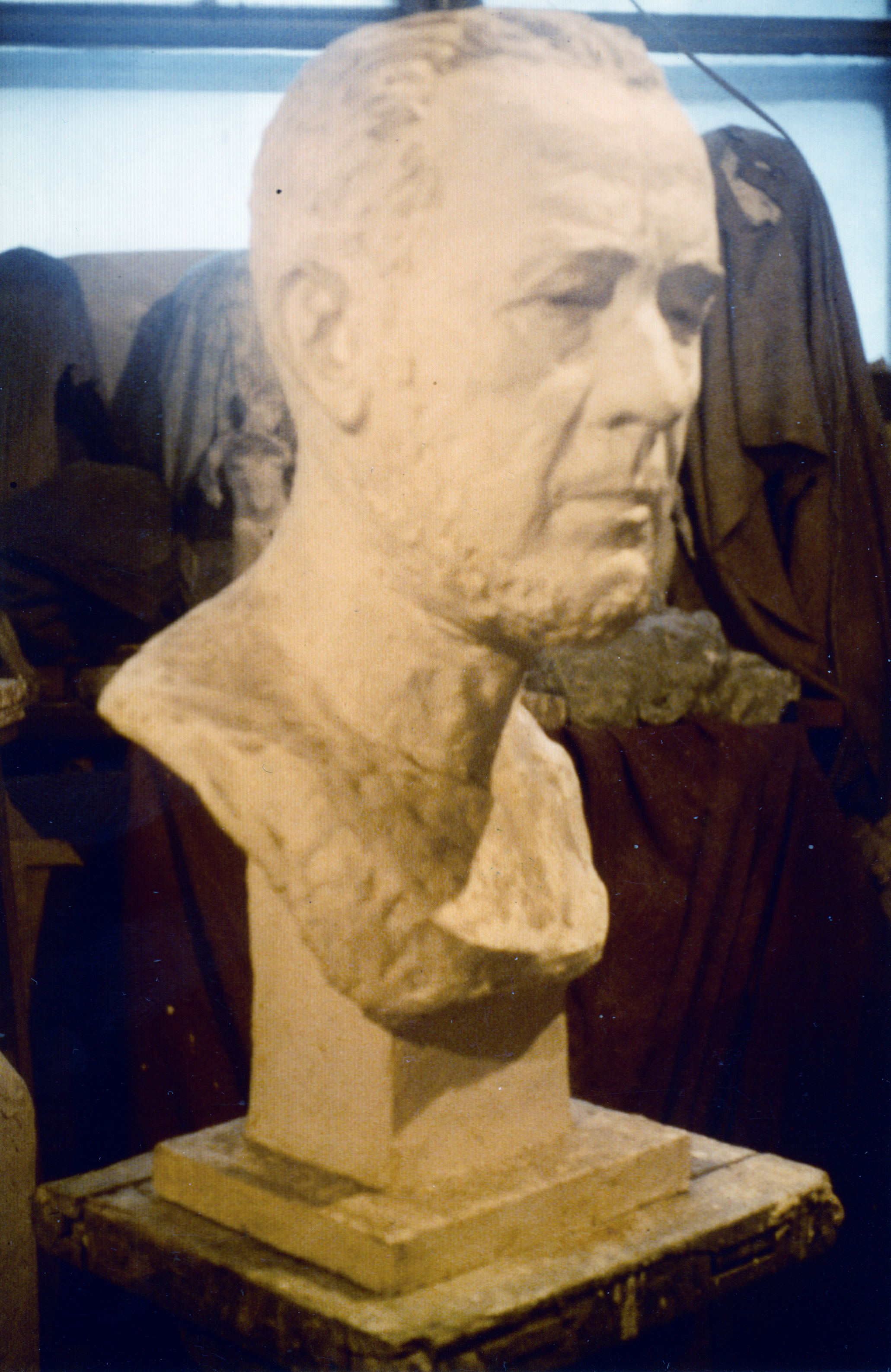
Alexander Solschenizyn, Gips-Büste, 1960er Jahre
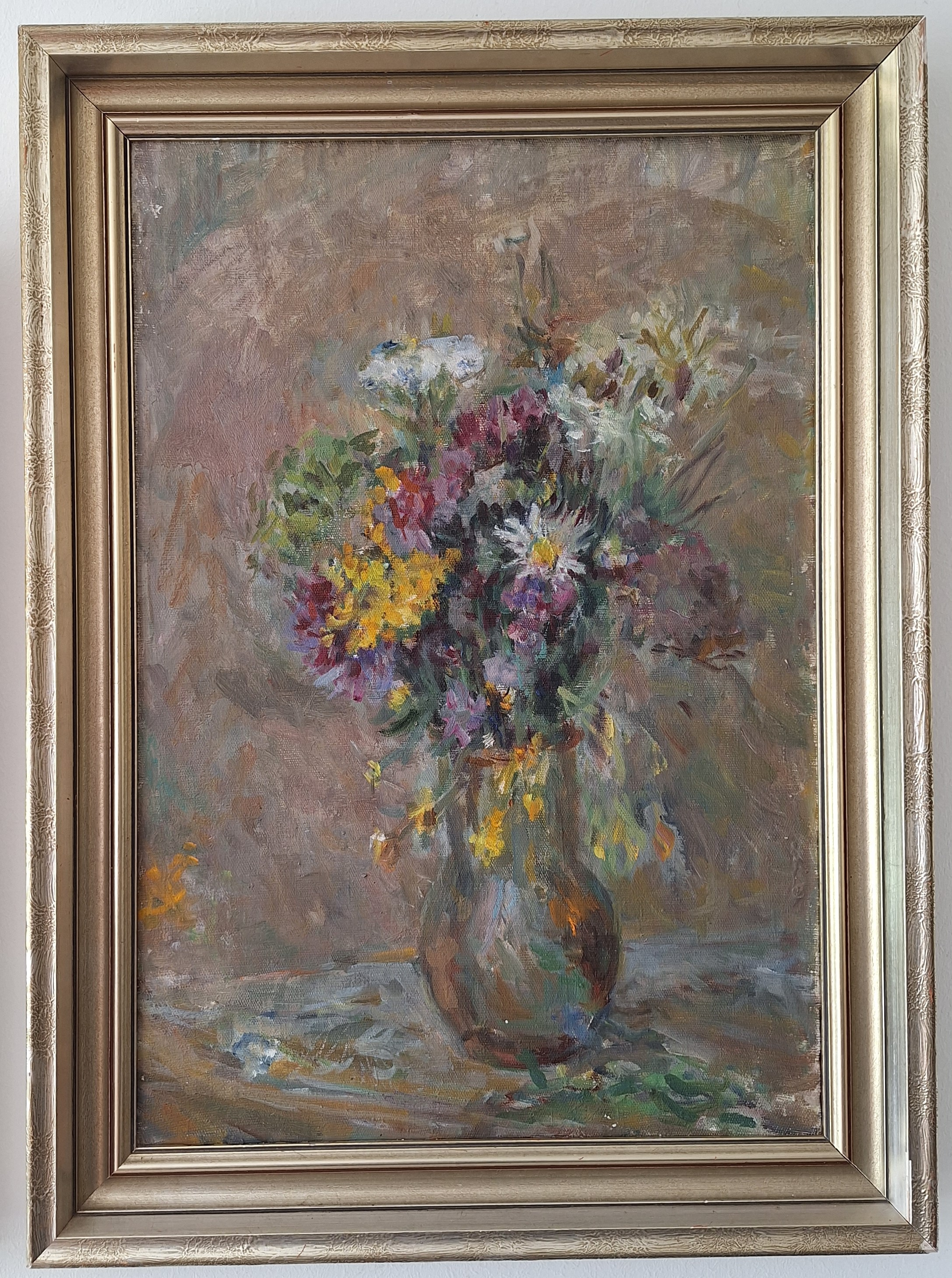
Stillleben mit Blumen, Leinwand, Öl, 40 × 60 cm
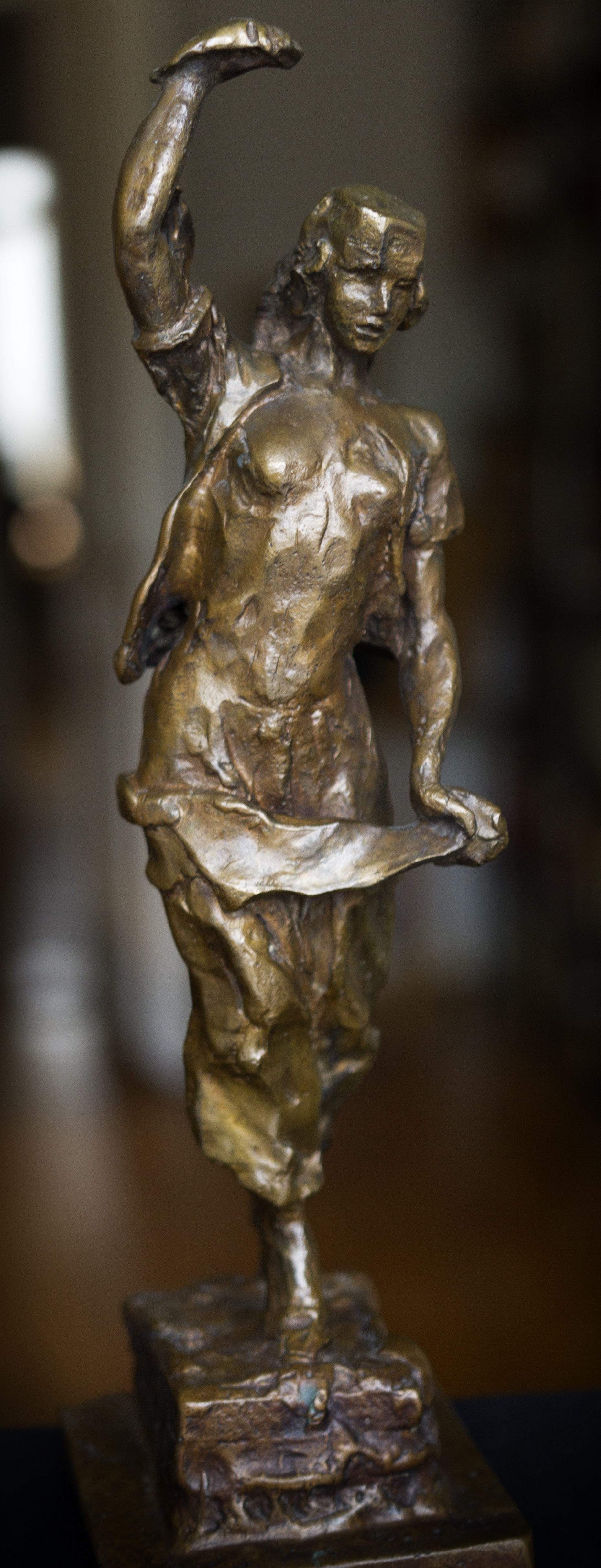
Usbekische Tänzerin, Bronzeguss, 1932